# 폴리타 세드윅
폴리타 세드윅(Paulita Sedgwick, 1943년 12월 7일 ~ 2009년 12월 18일)은 미국의 배우이다.
워싱턴 D.C.에서 태어났다.

## 영화
- 사랑과 슬픔의 볼레로 (1981년)